# Jacob Admiraal

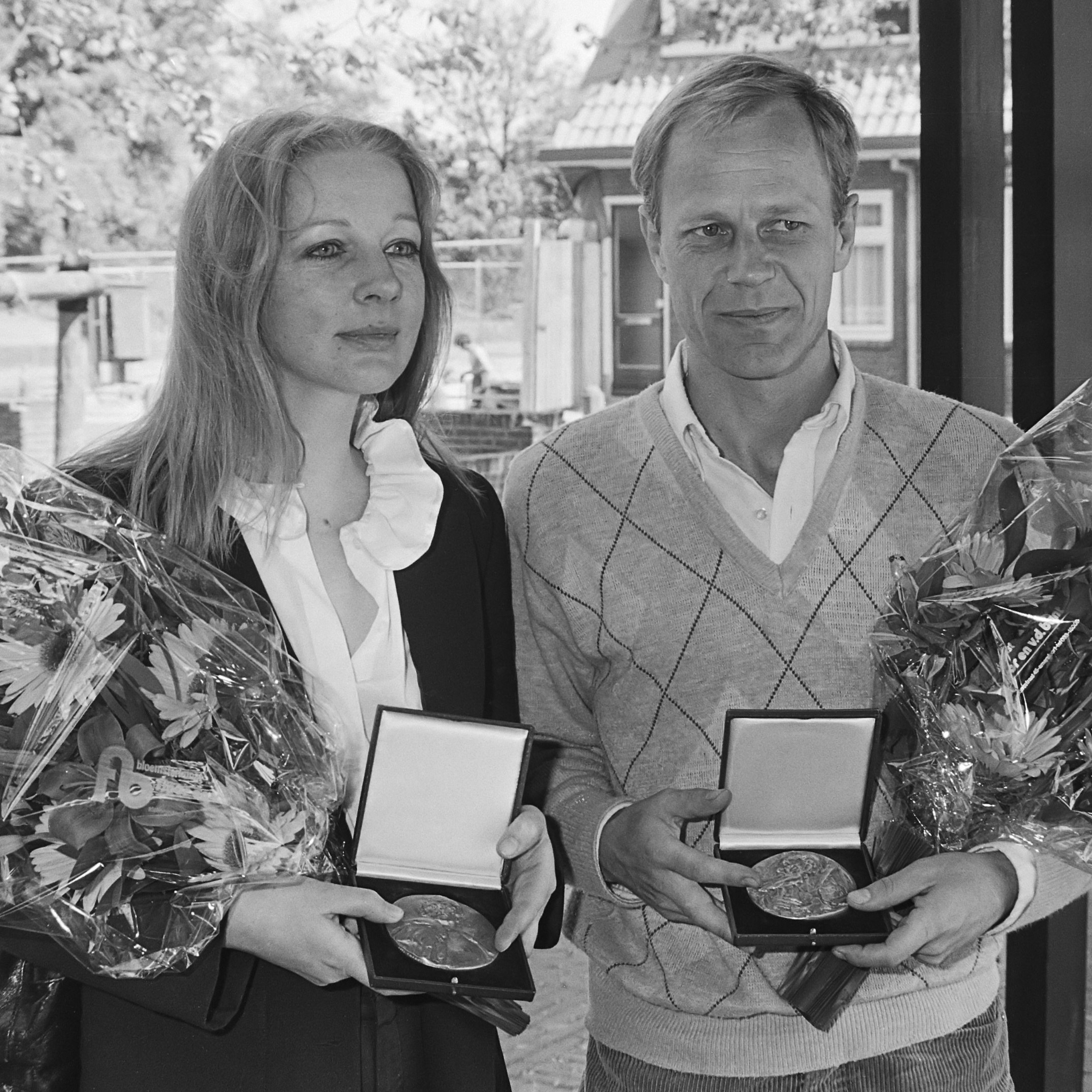
Marjon Brandsma und Jacob Admiraal bei der Überreichung des Louis d’Or (1982)

Jacob (Joop) Admiraal (* 26. September 1937 in Ophemert, Gelderland; † 25. März 2006 in Amsterdam, Noord-Holland) war ein niederländischer Schauspieler, Autor und Filmemacher.

## Leben
Er besuchte ein Jahr die Kunstnijverheidsschool, ab 1955 dann die Schauspielschule Toneelschool in Amsterdam. Er debütierte nach dem Abschluss 1959 bei der Nederlandse Comedie. Admiraal versuchte zunächst, beim italienischen Film Fuß zu fassen und war dann Mitglied experimenteller Theatergruppen, so ab 1971 bei der einflussreichen Amsterdamer Gruppe Het Werkteater. Diese entwickelte selbst ihre Stücke, die sich vor allem mit Problemen sozialer Randgruppen beschäftigten.
Nach dem Ende des Werkteaters 1984 trat Admiraal der 1987 gegründeten Toneelgroep Amsterdam bei. In dieser Funktion wirkte er bei zahlreichen Theateraufführungen in klassischen und modernen Rollen mit. Speziell für ihn und seine Kollegin Kitty Courbois schrieb der amerikanische Autor Richard Maxwell das Stück Barmhartige Samaritanen, das 2002/03 uraufgeführt wurde. Er war auch mehrfach in Filmen zu sehen, bei denen es sich zum Teil um Produktionen des Werkteaters und der Toneelgroep handelte. Noch am Tag vor seinem Tod spielte er am Amsterdamer Theater Bellevue.

## Auszeichnungen
Für sein Solostück Du bist meine Mutter (U bent mijn Moeder) aus dem Jahre 1981, in dem der Schauspieler synchron den Sohn und die an Alzheimer erkrankte Mutter spielt, wurde Admiraal mit dem Louis d’Or ausgezeichnet. Dieses Stück wurde 1983 verfilmt und erhielt den Pulitzer-Preis. In Deutschland wurde Admiraal (zusammen mit Horst Königstein) dafür 1983 mit dem Adolf-Grimme-Preis mit Gold ausgezeichnet.

## Filmografie
- Big City Blues (1962) – Rolle unbekannt
- Spinoza (Fernsehfilm, 1965) – Rolle unbekannt
- Het museum (Fernsehfilm, 1966) – Rolle unbekannt
- Het gangstermeisje (1966) – Wessel Franken
- Colombe (Fernsehfilm, 1967) – Rolle unbekannt
- To Grab the Ring (1968) – Rolle unbekannt
- Lucelle (Fernsehfilm, 1968) – Ascagnes
- Toestanden (1976) – Rolle unbekannt
- Max Havelaar of de koffieveilingen der Nederlandsche handelsmaatschappij (1976) – Sloteling
- Prettig weekend, meneer Meijer (Fernsehfilm, 1978) – Rolle unbekannt
- Camping (film)|Camping (1978) – Henk
- Opname (film)|Opname (1979) – De Bruin
- Kort Amerikaans (1979) – De Spin
- De verwording van Herman Dürer (1979) – Bewährungshelfer
- Twee vrouwen (Liebe ohne Skrupel) (1979) – Lehrer
- The Lucky Star (1980) – Thomas
- Het teken van het beest (1980) – Dominee
- Achter glas (1981) – Rolle unbekannt
- Een zwoele zomeravond (1982) – Patrick/Cor van Kalkhoven
- De smaak van water (1982) – Schram
- U bent mijn moeder (Du bist meine Mutter) (1984) – Alle Rollen
- Hersenschimmen (1988) – Maarten Klein
- Eline Vere (1991) – Der Herr Hovel
- Rooksporen (1992) – Rolle unbekannt
- Wie aus weiter Ferne (Fernsehfilm, 1994) – Rolle unbekannt
- Oude tongen (1994) – Bürgermeister Joop Sake
- Oog in oog Televisieserie – Alter Mann
- Duinzicht boven (1999) – Rolle unbekannt
- Ober (2006) – Magerer Mann
- Olivier etc. (2006) – Rolle unbekannt